# India Today
India Today — щотижневий індійський англомовний журнал новин, який видається компанією «Living Media India Limited». Це найпоширеніший журнал в Індії. У 2014 році «India Today» запустив новий сайт для висловлення громадської думки — «DailyO».

## Історія
Перший номер India Today був проданий у Нью-Делі в грудні 1975 року, коли прем'єр-міністр Індіра Ганді оголосила надзвичайний стан. З 1985 року виходить видання гінді. 
З 1990 року журнал також виходить мовами телугу і тамільською, а з 2006 року — бенгальською. Спочатку журнал виходив раз на два тижні, а з червня 1997 року виходить щотижня. 
Новинний канал India Today був запущений 22 травня 2015 року.
У жовтні 2017 року Арун Пурі передав контроль над India Today Group своїй дочці Каллі Пурі.
25 березня 2024 року Gulf News оголосив про нещодавнє партнерство, встановлене між платформами, заявивши, що вони розпочнуть розповсюдження журналу India Today на Близькому Сході, таким чином розширюючи його охоплення до індійської діаспори в ОАЕ. Головний виконавчий директор і головний редактор Gulf News сказав: "Журнал є справжнім наріжним каменем індійських ЗМІ, з великим охопленням друкованої та цифрової читацької аудиторії. З моменту свого запуску в 1975 році він поінформував мільйони людей завдяки глибокому висвітленню новин, поточних подій і широкого кола тем, актуальних для індійських і міжнародних читачів, які цікавляться Індією".